# 東日本盲導犬協会

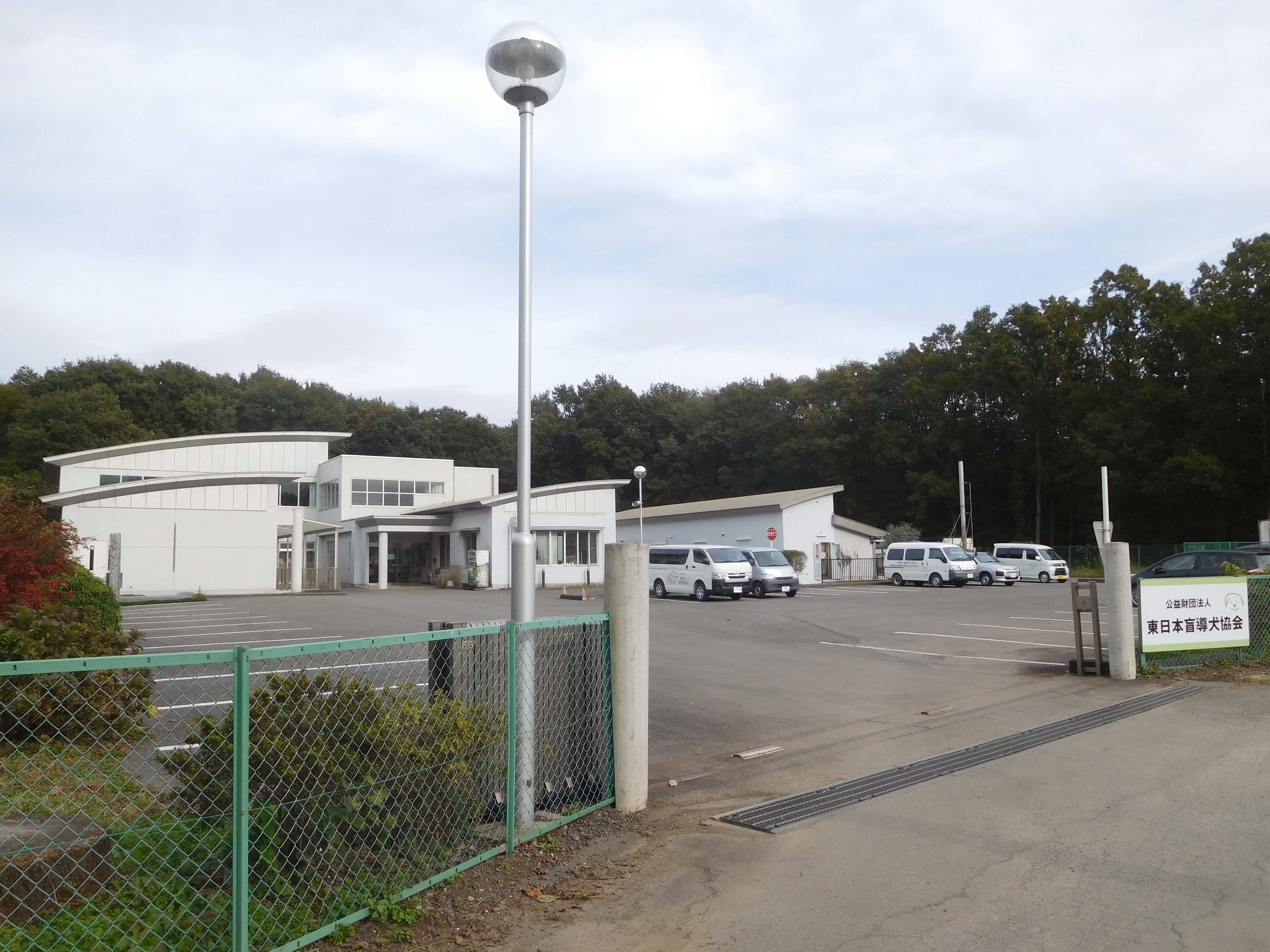
東日本盲導犬協会

公益財団法人東日本盲導犬協会（ひがしにほんもうどうけんきょうかい、East Japan Guide Dog Association）は栃木県宇都宮市福岡町1285にある公益財団法人。栃木県立盲学校に隣接する。

## 沿革
1974年に栃木県立盲学校教員の鈴木彪平と有志により財団法人栃木盲導犬センターが設立される。2009年に財団法人 東日本盲導犬協会と改称、2010年12月27日に公益財団法人となる。

## 事業内容
- 盲導犬の育成と貸与。設立から2022年までに約300頭の盲導犬を育成した[1]。1頭の育成にかかる費用は約500万円[2]。盲導犬となれるのは訓練犬全体の2 - 3割程度で[1][2]、盲導犬になれなかった犬は介助犬やセラピードッグなどに転身する[1]。
- 盲導犬利用者への指導。
- 視覚障害者への生活訓練。白杖歩行、音声パソコン操作の指導。
- チャリティーグッズの販売。

### 資金調達
盲導犬の育成にかかる費用の9割を募金や寄付金によって賄っている。このため、新型コロナウイルス感染症の流行の影響で募金を呼びかける活動が困難となり、2019年に5800万円あった寄付金が2020年は5500万円に減少した。（2022年1月現在、募金箱は日本全国に2,072個設置している。）また、他の収入源である学校等での講演収入も減少した。
このため、コロナ禍以前から協会を支援している今泉八坂神社が盲導犬をあしらった御朱印の初穂料から寄付を行ったり、ふるさと納税の仕組みを利用した「さとふるクラウドファンディング」を利用したり、通常のクラウドファンディングを活用したりして資金調達を行っている。

## 施設

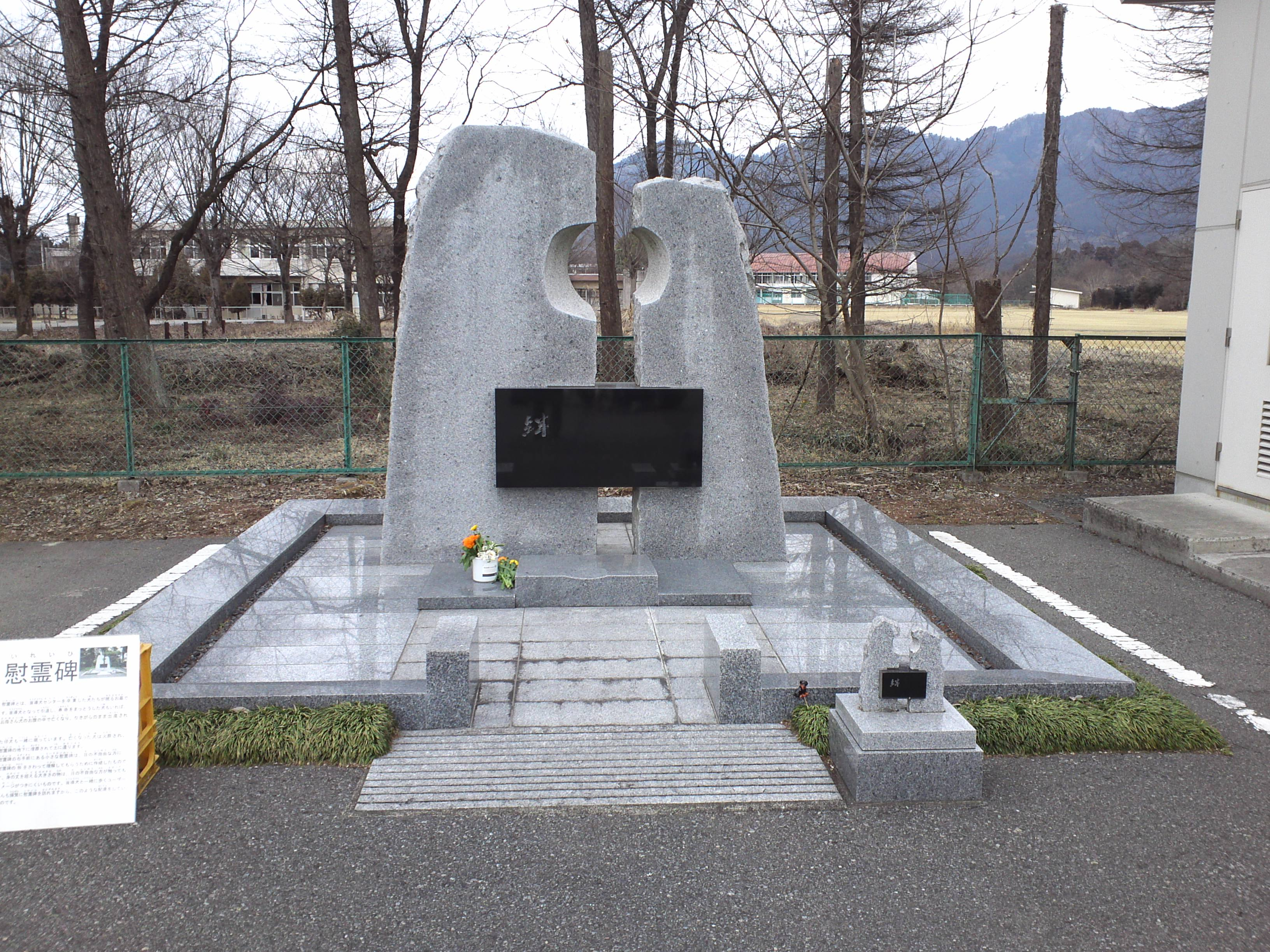
盲導犬の慰霊碑（後方に栃木県立盲学校の校舎）

敷地面積は3,678平方メートル。管理棟は859平方メートル。
- 事務所
- 犬舎 （388平方メートル）
- 慰霊碑 - 亡くなった盲導犬を埋葬している。左の大きな石が盲導犬利用者を表し、右のやや小さい石が盲導犬を表す。それらをつなぐ黒い石は絆と彫られておりハーネスを意味する。手前右には慰霊碑の模型のような石があるが、視覚障害者にとって大きい慰霊碑の形がイメージしづらいため、触って確かめるように設置されている。
- 多目的ホール
- 訓練用の合宿部屋 - 盲導犬利用希望者と盲導犬が共に寝泊まりする。初めての利用者は2週間。利用経験ありの場合は1週間。

## 協力団体
- 栃木銀行
- ダイドードリンコ
- 今泉八坂神社[4]

他多数